# Cicindela soluta
Cicindela (Cicindela) soluta – gatunek chrząszcza z rodziny biegaczowatych i podrodziny trzyszczowatych.

## Opis
Ciało długości od 12 do 15 mm, o stronie grzbietowej miedzianej do zielonej. Pokrywy ze skupieniami włosków między tarczką a guzkiem barkowym, bez jasnego obrzeża, a jedynie z pojedynczymi plamami. Policzki gładkie, a episternity przedtułowia pokryte gęstym, białym owłosieniem.

## Występowanie
Gatunek palearktyczny. W Europie wykazany z Austrii, Bułgarii, byłej Jugosławii, Mołdawii, Rumunii, południowej części europejskiej Rosji, Słowacji, Ukrainy i Węgier. Dalej na wschód znany z południowego Uralu i Kazachstanu.

### Podgatunki
Wyróżnia się 2 podgatunki tego trzyszcza:
- Cicindela soluta pannonica Madl, 1935 – zamieszkuje Austrię, Czechy, Słowację i Węgry,
- Cicindela soluta soluta – od Bułgarii, Rumunii i Ukrainy po Kazachstan.